# سارة كارول
سارة كارول (بالإنجليزية: Sarah Carroll)‏ (7 مارس 1995 في أستراليا - ) هي لاعبة كرة قدم أسترالية في مركز الوسط. لعبت مع برث غلوري إف سي.

## وصلات خارجية
- سارة كارول على موقع قاعدة بيانات كرة القدم.إي يو (الإنجليزية)
- سارة كارول على موقع Soccerway.com (الإنجليزية)